# Alecto à tête blanche
Dinemellia dinemelli
Genre
Espèce
Statut de conservation UICN

 LC  : Préoccupation mineure
L'Alecto à tête blanche (Dinemellia dinemelli), également appelé Tisserin dinemelli ou Tisserin des buffles, est une espèce de passereaux de la famille des Ploceidae, l'unique représentante du genre Dinemellia.

## Description
Il mesure environ 22 cm de long. Il est essentiellement blanc ; les ailes, le dos et la queue sont bruns avec le croupion et le dessous de la queue rouge ou orange.

## Habitat et répartition
Son habitat est les savanes de buissons épineux et les forêts d'acacias de l'est du continent africain : (Somalie, Éthiopie, sud du Soudan, Kenya, Tanzanie).

## Écologie et comportement

### Alimentation
L'alecto à tête blanche se nourrit majoritairement d'insectes, en particulier de scarabées et de chenilles, mais aussi de graines et de fruits. Il trouve sa nourriture au sol, généralement en groupes de 3 à 6 individus. Il peut également former des groupes avec d'autres espèces, notamment des étourneaux.

### Reproduction
La période de reproduction varie très fortement selon les pays et dépend probablement de la quantité de pluie. L'alecto à tête blanche est monogame et construit un nid suspendu ovale fait de branchages épineux, avec une petite ouverture tubulaire, doublé d'herbes, de feuilles et de plumes (il commence par l'intérieur avant d'ajouter les épines). Le nid se trouve habituellement entre 2 et 4 m au-dessus du sol et est construit par les deux sexes.
La femelle pond entre 3 et 4 œufs gris ou bleu clair avec des tâches marron-gris ou marron-olive. Les deux parents participent à nourrir les petits, qui peuvent quitter le nid après au moins deux semaines.

## Sous-espèces
D'après Alan P. Peterson, 2 sous-espèces ont été décrites :
- Dinemellia dinemelli dinemelli (Rüppell, 1845) — Soudan du Sud, Éthiopie, Somalie et Kenya
- Dinemellia dinemelli boehmi (Reichenow, 1885) — sud-est du Kenya et Tanzanie